# Scaptotrigona hellwegeri
Scaptotrigona hellwegeri är en biart som först beskrevs av Heinrich Friese 1900.  Scaptotrigona hellwegeri ingår i släktet Scaptotrigona och familjen långtungebin. Inga underarter finns listade i Catalogue of Life.